# Cylindre hyperbolique

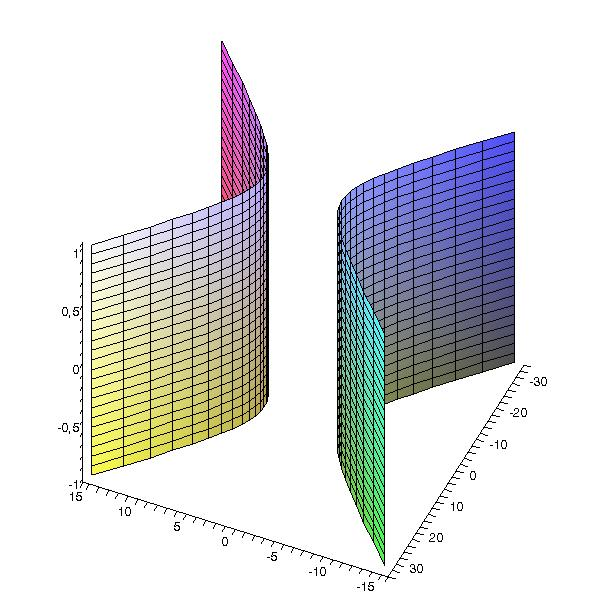
Un cylindre hyperbolique.

En mathématiques, et plus précisément en géométrie euclidienne, un cylindre hyperbolique est une quadrique dégénérée : le rang de la forme quadratique associée à un cylindre hyperbolique est 2.
L'équation réduite du cylindre hyperbolique est de la forme
où a et b sont les paramètres habituels de l'hyperbole obtenue en intersectant le cylindre hyperbolique avec un plan d'équation Z = constante.
Remarque : si a = b, on obtient, par intersection avec un plan d'équation Z = constante, une hyperbole équilatère.